# Кораб в стая
„Кораб в стая“ е български игрален филм от 2017 година. Сценарий и режисура Любомир Младенов а оператор е Диан Загорчинов.

## Сюжет
Филип е оператор, прекарал част от младежките си години в заснемане на конфликтите в Ливан, а сега страда от липса на вдъхновение. Докато се опитва да снима тълпата пред новооткрит супермаркет, Филип се сприятелява с Павла, която е изгонена от апартамента си. Той предлага подслон за нея и за брат ѝ в общинския комплекс, където живее. Брат ѝ Иван е в тежка депресия, почти не говори и често се дрогира. Повече от година не е излизал от апартамента си и когато е буден, прави макети на кораби.
Филип си поставя за цел да извади Иван от това състояние и започва всеки ден да снима из града, за да може след това братът на Павла да гледа заснетото на импровизиран екран в една от стаите. Постепенно Иван се запалва, превръща се в киноман и започва редовно да посещава прожекциите на Филип. .

## Актьорски състав
| Роля  | Изпълнител      |
| ----- | --------------- |
| Филип | Цветан Алексиев |
| Павла | Елена Димитрова |
| Иван  | Иван Димитров   |

## Участия
- В състезателната програма на МФФ (Токио, Япония, 2017)
- МФФ (Гьотеборг, Швеция, 2018
- 36-и фестивал на българския игрален филм „Златна роза“ (Варна, 2017)